# Juan Carlos Núñez (músico)
Juan Carlos Núñez (Caracas, Venezuela; 19 de septiembre de 1947-Caracas, Venezuela; 14 de julio de 2024) fue un músico, compositor, director de orquesta, pianista y arreglista venezolano, considerado uno de los más importantes compositores de Venezuela y Latinoamérica en el ámbito de la música académica contemporánea y música académica del siglo XX. Fue galardonado dos veces con el Premio Nacional de Música. Sus obras originales y arreglos han sido interpretados por diversas orquestas y agrupaciones musicales alrededor del mundo.

## Biografía
Núñez inició sus estudios musicales en la Escuela de Música José Ángel Lamas. Estudió Piano y Composición con Sergio Moreira, Moisés Moleiro, Vicente Emilio Sojo, Inocente Carreño, Francisco Rodrigo y Evencio Castellanos.
Durante 1971 decidió abandonar sus estudios académicos en la institución y se dedicó a componer la Toccata n.º 1, obra que fue galardonada con el Premio Nacional de Música, en 1972.
En 1973 se trasladó a Varsovia (Polonia) donde realizó estudios formales en el Curso del PWSM (Pantostwowa Warsawa Skuola Musycna) del Conservatorio Nacional de Varsovia, hoy Universidad de Música Frédéric Chopin con el maestro Stanislaw Wislocki en las áreas de composición y de dirección de orquesta.
Tras su regreso a Venezuela, trabajó como Director en los primeros conciertos de la Orquesta Juvenil de Venezuela, además de dirigir en la primera gira internacional de dicha orquesta a Colombia.
A principios de los años noventa trabajó por corto tiempo en el Instituto Universitario de Estudios Musicales (IUDEM) hoy UNEARTE como profesor en el área de Composición. En 1993 fundó la Cátedra Latinoamericana de Composición Antonio Estévez. Dicha Cátedra, actualmente está adscrita al Sistema Nacional de Orquestas Juveniles e Infantiles de Venezuela , FUNDAMUSICAL y de su seno han egresado importantes talentos venezolanos y latinoamericanos de la Composición, obteniendo premios y reconocimientos en Venezuela y Europa, como los del Festival Presences de París, 2015. 
Ha dirigido obras tales como el estreno de "Ricercar sospeso", de Costin Miereanu, con la Orquesta del Conservatorio de Varsovia, ha sido director invitado de la Orquesta del Teatro La Fenice (Venecia), la Orquesta Sinfónica de Venezuela (OSV), la Orquesta Sinfónica Simón Bolívar , Orquesta Filarmónica Nacional de Venezuela , Orquesta Sinfónica Municipal de Caracas de la cual fue director artístico, también ha dirigido la orquesta Sinfónica de Maracaibo, Orquesta Sinfónica de Aragua, entre otras, que en la actualidad siguen interpretando varias de sus obras en sus repertorios.

## Obras[4]
Entre sus obras destaca un variado repertorio para orquesta sola, obras Sinfónico-Corales, para Solistas y Música de Cámara, amén de sus variados arreglos para música popular. Ha compuesto igualmente música para el Teatro y para el Cine. A tal efecto, deben mencionarse las soberbias partituras que escribió para los montajes del grupo Rajatabla, dirigido por Carlos Giménez, entre ellos "Bolívar" de José Antonio Rial, obra con la que el grupo teatral giró a nivel mundial y que a Núñez reportó excepcionales críticas en los más destacados medios impresos (New Tork Times entre ellos), en las que su música ha sido parangonable a la de Leos Janacek y "La Tempestad" de William Shakespeare, montaje que obtuvo especial atención de la crítica especializada del momento, estrenada en el New York Shakespeare Festival - USA.

### Música para orquesta
- 1976: "Toccata Sinfónica No.- 1".
- 1975: "Alejo Carpentier 1930".
- 1976: "Concierto para Órgano".
- 1976: "Ritos Solares".
- 1978: "Salmo popular y doliente".
- 1984: "Tango Cortázar".
- 1985: "Poulet Concerto" (para Chelo y Orquesta) - (Dedicado a Andrè Poulet, chelista).
- 1986: "Doble Concierto" (para flauta, violín y Orquesta).
- 1987: "Casablanca Concerto" (para oboe, fagot y ensamble de jazz.
- 1993: "Tres cuadros de Anita Pantin" (para guitarra y oruqesta).
- 1993: "Toie Ezigane" (para violín y orquesta)
- 1999: "Seis Tonadas de Simón Díaz" [5]
- 2001: "Segunda Tocatta".
- 2003: "Vals".
- 2008: "Cuatro Movimientos para Violín y Orquesta" (OSV) - (Dedicado a Alexis Cárdenas - Comisión OSV) -  Estreno en Roma, Italia.
- 2009: "Concierto para Trompeta y Orquesta" - (Inédita) - (Comisión OSV).
- 2010: "Tangos y Mambos para Orquesta" - (Inédita) - (Comisión Eduardo Marturet).
- 2010: "Concierto para Oboe y Orquesta" (Dedicado a Andrés Eloy Medina - Comisión OSV).
- 2010: "Ritos Lunares" - Obra comisionada para el Trigésimo Aniversario de la Orquesta Sinfónica Municipal de Caracas.
- 2013: "Concierto para Orquesta" - (Comisión Orquesta Sinfónica Simón Bolívar) - Se estrenó bajo la dirección de Joshua Dos Santos.

### Obras sinfónico-corales
- 1978: "Más música del Hombre en otra historia"
- 1986: "Réquiem a la memoria de Don Simón Bolívar"
- 1988: "Vía Crucis - Réquiem para el Siglo XX" - (Obra para Actores, Solistas, Coro y Orquesta).
- 1990: "Música para el Martirio de San Sebastián" - Obra para Actriz, Coro y Orquesta, sobre textos de Federico García Lorca (Escrita para la actriz y soprano Fanny Arjona)

- 1992: "El árbol de Chernobyl"
- 1999: Tres poemas de César Vallejo (Para barítono)
- "Música para los espacios cálidos" (Sobre poemas de Vicente Gerbasi)
- 1994: "La Misa de los Trópicos" - (Para ensamble de tambores y coros de la costa venezolana, coro sinfónico, solista y orquesta, estrenada para la beatificación de la Madre María de San José, en Aragua - Venezuela, única en su género)

- 2002: "Tres cantos de trabajo" - (Para barítono).
- 2009: "Amazonía" - (Obra para Narradores y Orquesta) - Sobre poemas yanomami recopilados por Marie Claude Mattei Müller (Escrita para la actriz y soprano Fanny Arjona).
- 2015: Cantata Simón Bolívar - (Obra para Actriz-Recitante, Solistas, Coro y Orquesta  -  (Escrita para la actriz y soprano Fanny Arjona.

### Óperas
- "Doña Bárbara"  (Sobre una adaptación del texto de Rómulo Gallegos.
- "Chúo Gil" (Sobre la obra homónima de Arturo Uslar Pietri).
- "El Tambor de Damasco" (Sobre una adaptación de un cuento Noh de Yukio Mishima).

### Música para teatro
- 1970: "Historia Sentimental del merengue" - (Con José Ignacio Cabrujas).
- 1976: "Alfabeto para analfabetos".
- 1979: "Tempi Latini".
- 1981: "Bolívar" de José Antonio Rial - Grupo Rajatabla - Venezuela.
- 1984: "A petición del público".
- 1988: "América Terra Santa".
- 1991: "Poeta en Nueva York" (Inédita) (Sobre texto homónimo de Federico García Lorca).
- 1992: "Peer Gynt" - de Henrik Ibsen - Grupo Rajatabla - Venezuela.
- 1992: "La Tempestad" - de William Skakespeare - Grupo Rajatabla - Venezuela.

### Música de cámara
- 1970: "Tríptico" - Obra para Coro Mixto a Capella - Sobre textos de Federico García Lorca.
- 1992: "Trío para violín, cello y piano"
- 1994: "Homenaje Tropical a Arvo Part para dos pianos".
- 1995: "Pezzo Concertante para Nueve instrumentos Solistas".

### Música para cine
- 1977 Se solicita muchacha de buena presencia y motorizado con moto propia de Alfredo J. Anzola
- 1979 Manuel de Alfredo J. Anzola
- 1979 El rebaño de los ángeles de Román Chalbaud
- 1983 La casa de agua de Jacobo Penzo, basada en la vida del poeta Cruz Salmerón Acosta
- 1982 La boda de Thaelman Urgelles
- 1988 Puros hombres de César Cortez

### Música popular y discografía
- AGUINALDOS - Arreglos de aguinaldos populares - Piano: Gioconda Vásquez/Juan Carlos Núñez - Palacio - (Edición incunable).
- (Primer disco de Jesús Sevillano) - Piano y arreglos: Juan Carlos Núñez
- ENSAMBLE MUSICAL DE RADIO NACIONAL DE VENEZUELA - 2014- Dirección musical, arreglos, piano y teclado: Juan Carlos Núñez (Edición limitada - RNV).
- HOMENAJE A EDUARDO SERRANO - 2015 - Centro Nacional del Disco - Ministerio P.P. para la Cultura.
- Río Arriba (Segundo disco del cantante y compositor José Alejandro Paredes junto al maestro Juan Carlos Núñez en el piano)

## Enlaces
1. ↑  Azpurua Esnal, Miguel (2010). Efemérides Musicales de Latinoamérica. Editorial Horizonte, C.A. p. 269. ISBN 978-980-12-4549-0.
2. ↑  Audio de la «Toccata n.º 1 para orquesta» (5:56 min) en el sitio web My Space.
3. ↑  Rugeles, Alfredo (2003): «La creación musical en Venezuela», en el sitio web Latinoamérica Música. Consultado el 9 de septiembre de 2013.
4. ↑  «Juan Carlos Núñez compositor venezolano (conozca al compositor)», en el sitio web Yahoo.
5. ↑  Audio de una delas «Seis tonadas de Simón Díaz», en el sitio web My Space.